# Родригес, Пабло (канадский политик)
Хуан Пабло Родригес (англ. Juan Pablo Rodríguez; род. 21 июня 1967, Сан-Мигель-де-Тукуман) — канадский политик аргентинского происхождения, член Либеральной партии, министр транспорта (2023—2024).

## Биография
В восьмилетнем возрасте Пабло Родригес приехал в Канаду с родителями, бежавшими от так называемой «грязной войны» в Аргентине, где в период военной диктатуры отец Родригеса подвергался арестам и пыткам (последней каплей стала подложенная в семейный дом бомба).
Окончил Шербрукский университет по специальности «деловое администрирование», затем двенадцать лет находился на государственной службе и занимался международными проектами. С 2000 по 2004 год являлся вице-президентом квебекского отделения организации Оксфам, а в 2004 году был избран в Палату общин, где возглавлял комитет по официальным языкам. В 2005 году ряд депутатов от Либеральной партии вышли из неё в знак протеста против решения о легализации однополых браков, но Родригес поддержал этот законопроект. Являлся сторонником премьер-министра Пола Мартина, в правление которого возглавлял квебекское отделение и занимал пост федерального председателя партии. В 2006 году в ходе выборов нового лидера поддержал Майкла Игнатьева, но дистанцировался от победителя — Стефана Диона. В 2007 году инициировал билль, требующий от консервативного правительства выполнения требований Киотского протокола к Канаде (предполагалось снижение выброса парниковых газов на 30 % в период с 2008 по 2012 год). В 2011 году проиграл выборы и вернулся в парламент в 2015 году.
В 2017 году назначен главным парламентским организатором Либеральной партии, а 18 июля 2018 года в ходе серии кадровых перемещений в правительстве Трюдо получил портфель министра канадского наследия и мультикультурализма.
20 ноября 2019 года по итогам новых парламентских выборов либералы смогли сформировать правительство меньшинства, при этом Родригес был перемещён в кресло лидера правительства (в его ведение вошли связи Кабинета с Палатой общин).
20 сентября 2021 года состоялись досрочные парламентские выборы, принесшие Родригесу в его прежнем округе Оноре-Мерсье триумфальную победу с результатом 60 % против 16,3 % у сильнейшей из соперников, кандидатки от Квебекского блока Шарлотты Левек-Морен (Charlotte Lévesque-Marin).
26 октября 2021 года был приведён к присяге новый состав правительства Трюдо, в котором Родригес получил портфель министра канадского наследия и одновременно был назначен помощником премьер-министра по вопросам провинции Квебек.
26 июля 2023 года в ходе серии кадровых перемещений в правительстве Трюдо назначен министром транспорта.
19 сентября 2024 года ушёл в отставку из правительства и вышел из фракции Либеральной партии.